# Carlos J. Tirado Yepes
Carlos J. Tirado Yepes (nacido el 3 de abril de 1964), escultor y pintor venezolano que ha desarrollado una línea de trabajo precisa y personal, vinculada al neo-pop. Cuenta con significativas exposiciones individuales, ha participado en numerosas colectivas, y ha recibido reconocimientos como el III Premio de Escultura del Certamen Aires de Córdoba (2004), Reconocimiento de la Embajada de Venezuela en Washington DC (2005), en el X Latin Art Festival de Atlanta (2005), entre otros. 

## Biografía
Pintor y escultor. Hijo de Harry Tirado, norteamericano, y Carlota Yepes, venezolana. Nació en Caracas, Venezuela el 3 de abril de 1964. Creció en el seno de una familia de clase media alta y desde niño tuvo inclinación a las artes. Desde los 8 años experimentaba con las formas tridimensionales, creaba moldes y hacía vaciados al fundir piezas de plomo que recolectaba en la calle. Estas primeras experiencias guiadas por la curiosidad infantil, le sirvieron para reconocer y explorar las posibilidades de diversos materiales, como el yeso o los desechos de madera.
Desde temprano la pintura y la escultura jugaban un rol protágonico en sus juegos infantiles, en un impulso que iba de lo lúdico a lo estético. Finalmente, a los doce años de edad, sus padres aceptaron inscribirlo en clases particulares de pintura con el maestro Javier Hernández, en Caracas.
Desde la adolescencia comprendió que el arte era una profesión que requería inversión en materiales, por lo que comenzó a trabajar para una mueblería, para la que pintaba paisajes y obras figurativas para decorar los ambientes. Realizó numerosas pinturas del Parque nacional El Ávila, naturalezas muertas y piezas decorativas que le garantizaban una estabilidad económica. Esta actividad lo condujo a profundizar en la figuración como medio fundamental de expresión.
En 1985 comenzó a dibujar cómics para El Diario de Caracas, junto a Jorge Blanco. Para este periódico Tirado crea a Alfredo, un personaje que lo ha acompañado toda su vida, y que ha sido publicado posteriormente en diarios como El Venezolano (Miami, Fl). En El Diario de Caracas, Alfredo sale por un corto período, pero fue un inicio para otros personajes de tiras cómicas, para empresas interesadas en exponer temas relacionados con el mejoramiento y la seguridad del personal.
Al finalizar la educación media, decidió estudiar arte. Ese no era el plan esperado por su padre, así que aceptó estudiar Leyes en la Universidad Santa María (Caracas) por la noche y cursar estudios de Arte en la Escuela Cristóbal Rojas (Caracas) por el día. Se graduó de abogado en 1991. 
Los cursos en la Escuela Cristóbal Rojas le abrieron muchas posibilidades, pues tuvo maestros como Jorge Stever, Patricia Rizzo, Graciela Simmonatto, entre otros. Muchos de estos artistas ya tenían una trayectoria reconocida, algunos transitaban el hiperrealismo, otros el arte abstracto o las propuestas conceptuales. Siguió realizando trabajos de decoración al mismo tiempo que empezaba a participar en exposiciones y salones de arte. Para ese momento empezaba a ser conocido por sus paisajes del Ávila.
En 2003 es invitado a una exposición colectiva en Homenaje al Ávila en el Consulado de Miami. Participar en una muestra internacional junto a obras de otros artistas, como Manuel Cabré, por ejemplo, lo puso en una perspectiva totalmente distinta, y le dejó la inquietud de profundizar más en su trabajo.  Se propuso dar un salto del trabajo decorativo destinado a un mercado local, hacia algo más arriesgado. Así tomó como meta producir obras con la estatura necesaria para medirse internacionalmente.
Tirado siguió trabajando en Caracas junto a Jorge Stever, quien lo introdujo en la escultura contemporánea empleando materiales no convencionales. Con él aprendió a realizar obras tridimensionales con arena mezclada con resinas. Sin embargo, Tirado empezó a encontrar similitudes entre su trabajo y el de su mentor. Es allí cuando decidió romper esa línea y buscar un lenguaje propio. Se mudó al Sur de la Florida y empezó a trabajar con los materiales disponibles que, en algunos casos eran limitantes y distintos a los que conseguía en Venezuela. La arena lavada o de río que utilizaba en Venezuela, fue sustituida en sus obras por una arena muy blanca procedente del coral molido; de allí que la textura y el acabado de la obra terminara siendo totalmente distinto al que tienen sus obras caraqueñas.
A partir de estos ensayos texturales, surge la serie de esculturas ‘Blanco y negro’. Con la arena de coral molido, mezclada con resinas negras sobre distintos objetos, Tirado recrea los objetos y personas encontrados entre las ruinas de Pompeya, cubiertos por capas de ceniza y lava, macerados por el tiempo. Las piezas tienen una textura petrificada con un intenso color negro, que recuerda el petróleo. Con ello el artista proyecta lo que podría ocurrir con los objetos cotidianos si Caracas fuera cubierta por las cenizas de un volcán y, a la vez, son una metáfora de las consecuencias del baño de petróleo que ha tenido la sociedad venezolana.
El artista reconoce sentirse atraído por el Arte Pop. Uno de sus principales impulsos ha sido humanizar a personajes de la cultura de masas, por ejemplo, al ubicar a personajes de los cómics en un entorno cotidiano, con problemas comunes a los demás seres humanos. Sin embargo, su principal aporte ha sido tomar esta temática y representarla con un lenguaje propio que, si bien recuerda al Arte Pop, se vale de una técnica personal, a la que Tirado ha llegado luego de varios años de investigación.  En la búsqueda de un lenguaje propio, decide trabajar con un elemento ya producido por la sociedad y reutilizarlo, cambiando su función. Opta por la cartela de Pantone de alrededor de 600 tonos, de las tiendas de pintura profesional para exteriores. Comienza a combinar las muestras de pinturas con una técnica mixta que se vale de los principios del collage, en la que el corte y pegado manual de las muestras de pintura, que luego son prensadas, logra crear imágenes que parecieran estar pixeladas. 
Si bien el píxel en el arte digital es la unidad cromática homogénea más pequeña de la imagen, Tirado invierte esta idea en un interesante juego que surge de su investigación. Trabaja piezas realizadas manualmente, con muestras homogéneas del Pantone, las que corta muy pocas veces, y va colocando y pegando sobre el lienzo, en la búsqueda de la imagen deseada. En algunas ocasiones realiza pequeños toques de pintura sobre las telas. Esta técnica, denominada "antipíxel" por un crítico de arte, a primera vista simula el efecto del pixelado de las imágenes digitales que son ampliadas de manera excesiva. Sin embargo, al observarlas detalladamente, es notorio que el proceso es distinto, pues la obra de Tirado parte del proceso de descomposición manual del color en “antipíxeles” que rompen la lógica digital: en lugar de descomponer la imagen a una mínima expresión cromática, la componen a partir de esa mínima expresión (que, además, no es “mínima”, pues son muestras de Pantone que miden cada una 10 x 10 cm, aproximadamente).
A partir del antipixel, Tirado ha realizado retratos de personalidades conocidas (presidentes, políticos, artistas)al igual que ha podido sublimar su interés por los iconos de la cultura pop (Marilyn Monroe, la Mona Lisa y personajes de caricaturas, entre otros).
A participado en numerosas exposiciones colectivas, destacando en eventos como en Nobe 67 Art (Miami, 2008), Art Shangai 2010 y 2011, Bienal de Florencia (2011), Bienal de Mérida (México, 2012), entre otros.

## Exposiciones individuales
- 2001 Weston Community Center, Weston, Florida, EE.UU.
- 2002 The Venezuelan Center of Art, New York, EE.UU.
- 2002 Homenaje al Ávila, Consulado de Venezuela, Miami, EE.UU.
- 2003 NPTI Gallery, Miami, EE.UU.
- 2004 Government Center of Fort Lauderdale, EE.UU.
- 2004 Gallery NAPP, Weston, Florida, EE.UU.
- 2005 Bolivarian Hall of Washington DC, EE.UU.
- 2005 Embajada de Venezuela, Washington DC, EE.UU.
- 2005 Consulado de Venezuela, Miami, EE.UU.
- 2006 Sala Aires, Córdoba, España.
- 2007 Doral Conservatory and School of Arts, Doral, Florida, EE.UU.
- 2009 Power Museum, Coral Gables, Florida, EE.UU.
- 2010 Curator's Voice Gallery, Wynwood, Florida, EE.UU.
- 2011 Alma Fine Art, Wynwood, Florida, EE.UU.

## Reconocimientos
- 2000 Consulado de Venezuela, Miami, EE.UU.
- 2002 Consulado de Venezuela, Miami, EE.UU.
- 2003 New Professions Technical Institute, Miami, EE.UU.
- 2004 Tercer Premio de Escultura, Premio Internacional, Córdoba, España.
- 2005 Embajada de Venezuela, Washington, EE.UU.
- 2005 Consulado de Venezuela, Miami, EE.UU.
- 2005 10th Latin Art Festival, Atlanta, EE.UU.
- 2006 Artista del Mes, Doral Conservatory and School of Arts, EE.UU.
- 2008 Museo de Aire, Córdoba, España.